# Кампу-дуз-Амарайс (аэропорт)
Аэропорт Кампу-дуз-Амарайс (порт. Aeroporto Campo dos Amarais) (Код ИАТА: CPQ) — аэропорт обслуживающий город Кампинас, Бразилия.
Управляется компанией DAESP

## История
Аэропорт теперь используется авиацией общего назначения.

## Авиалинии и направления
В настоящее время не производятся никаких обычных рейсов.

## Общественный транспорт
Аэропорт находится в 8 км от центра города Кампинас.